# Helås IF
Helås IF, bildad 1933, är en idrottsförening i Helås som numera främst utövar fotboll. Länge utövades även friidrott, gång och gymnastik. Klubben har även bedrivit bandy och handboll. Hösten 2009 gick klubben ihop med Arentorp SK och tillsammans bildade de Arentorp-Helås FK.